# Kołodijiwka (obwód żytomierski)
Kołodijiwka (ukr. Колодіївка) – wieś na Ukrainie, w obwodzie żytomierskim, w rejonie żytomierskim, w hromadzie Puliny. W 2001 liczyła 216 mieszkańców, spośród których 211 wskazało jako ojczysty język ukraiński, 3 rosyjski, 1 polski, a 1 osoba się nie zadeklarowała.